# Dolly Sisters
Pour l’article homonyme, voir Les Dolly Sisters.
Rose « Rosie » Dolly (25 octobre 1892 - 1er février 1970) et Jenny Dolly (25 octobre 1892 - 1er juin 1941), nées respectivement Rózsika Deutsch et Janka Deutsch et connues professionnellement sous le nom de The Dolly Sisters, étaient des danseuses et actrices jumelles américano-hongroises.

## Biographie

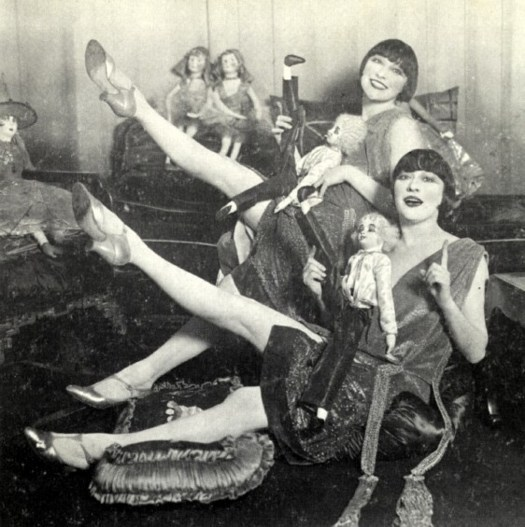

Les sœurs Rózsika (connue plus tard sous le noms de Rose ou Rosie) et Janka (connue plus tard sous le nom de Yancsi ou Jenny) Deutsch, sont nées le 24 octobre 1892 à Balassagyarmat, en Hongrie. Leurs parents, Julius et Margaret Deutsch, ont émigré aux États-Unis en 1905. Dès leur enfance, les sœurs se formèrent à la danse et commençaient à gagner de l'argent dans les brasseries dès 1907 comme danseuses professionnelles. Interdites à se produire car trop jeunes pour la scène new-yorkaise, elles accompagnaient l'Orpheum Circuit (en) jusqu'en 1909, date à laquelle elles firent leurs débuts sur le Keith Vaudeville.
L'année suivante, Elles se produisent dans l’œuvre théâtrale de The Echo. En 1911, Florenz Ziegfeld les contracta pour figurer dans les Ziegfeld Follies durant deux saisons. Leur prestation rencontra un franc succès auprès du public qui apprécia beaucoup leur caractère glamour.
En 1913, les Dolly Sisters décident de s'essayer à des carrières séparées. Rosie est apparue sur la scène dans Le tourbillon du monde, tandis que Jenny faisait équipe avec le danseur Harry Fox (en) (qu'elle a épousé en 1912) dans Honeymoon Express. Jenny et Fox ont également visité le circuit de vaudeville en tant que duo de danse.
Les deux sœurs ont fait leurs débuts au cinéma en 1915 : Jenny dans L'appel de la danse et Rose dans Lily and the Rose. En 1916, les sœurs se réunirent pour participer à Midnight Frolic de Ziegfeld et retournèrent dans le vaudeville où elles recevaient 2 000 dollars par semaine. En 1918, elles apparaissent dans leur seul film ensemble, le film semi-autobiographique The Million Dollar Dollies.
Après la Première Guerre mondiale, les sœurs Dolly ont déménagé en France où elles ont acheté un château. Elles se produisent alors dans les théâtres et les salles de danse en Europe continentale et sont courtisées par de nombreux hommes fortunés, dont Carol II de Roumanie, Christian X du Danemark et Alfonso XIII d'Espagne. À plusieurs reprises, les sœurs faisaient équipe avec des partenaires de danse masculins et vendaient des billets pour les représentations le même soir afin de créer une rivalité qui stimulerait la vente de billets. Au fur et à mesure de leur succès au début des années 1920, elles ont réussi à exiger des salaires très élevés. Au cours d'un engagement au Moulin Rouge à Paris, les sœurs ont été payées 1 200 dollars la soirée.
Tandis qu'en Europe, les sœurs sont connues pour leurs fréquentation des casinos et des hippodromes, financées généralement par leurs riches admirateurs. Elles ont gagné 850 000 dollars en une saison à Deauville. Jenny Dolly est devenue une légende pour ses gains. Elle a gagné 4 millions de francs un soir à Cannes, qu'elle a converti en une collection de bijoux; elle a ensuite remporté 11 millions de dollars supplémentaires. À d'autres occasions, elle gagne 100 000 dollars au tiercé, 500 000 dollars au baccarat et 200 000 dollars à la roulette. Avec ses gains, Jenny Dolly s'est livrée à sa passion : acheter des bijoux coûteux. La collection de bijoux de Jenny, qu'elle a acquise grâce à ses gains et à de nombreux prétendants, est également devenue légendaire.
Tandis que Jenny joue à Cannes un soir, Thelma Furness, la vicomtesse Furness la remarqua : « Je n'ai jamais vu autant de bijoux sur une personne de ma vie. Ses bracelets lui ont presque atteint les coudes. Le collier qu'elle portait avait coûté la rançon d'un roi et la bague de sa main droite avait la taille d'un glaçon ».
Au début de 1927, la popularité des sœurs Dolly a commencé à décliner. Leur show parisien très médiatisé, A vol d'oiseau, est arrêté après huit semaines. Le Diable à Paris rencontre quant à lui un certain succès (84 dates). Les sœurs passent alors plus de temps à jouer au casino et tiercé qu'à se produire sur scène et finirent par prendre leur retraite en 1929.

### Vies privées
La vie privée des Dolly Sisters fut aussi mélodramatique que leur vie publique était stellaire[réf. nécessaire] : Rose Dolly a été mariée trois fois, tandis que Jenny Dolly a été mariée deux fois et a eu une série d'aventures sentimentales très médiatisées avec des hommes riches. Leur réputation à fréquenter des hommes fortunés leur a valu le surnom de « The Million Dollar Dollies ».

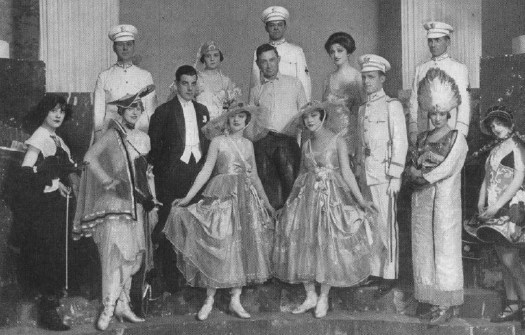
Sur scène aux Ziegfeld Follies. Leur ami Olive Thomas sur la gauche des Dolly Sisters

En 1913, Rosie a épousé le compositeur Jean Schwartz. Ils ont divorcé en 1921. Son deuxième mariage fut avec Mortimer Davis, Jr., avec qui elle s'est mariée en 1927. Davis était le fils de Mortimer Barnett Davis, président de la puissante Imperial Tobacco Company of Canada Limited. Le père de Davis Jr. désapprouva le mariage et déshérita son fils. Rosie et Davis divorcent alors en 1931. Le dernier mariage de Rosie était avec le marchand Irving Netcher en 1932. Ils sont restés mariés jusqu'à la mort de Netcher en 1953.
Le premier mariage de Jenny a été avec son partenaire de danse, Harry Fox, en 1912. Ils ont divorcé en 1921. En 1925, les sœurs rencontrèrent le magnat du commerce de détail, Harry Gordon Selfridge, alors qu'elles se produisaient à Londres. Jenny a commencé une liaison avec Selfridge. Rosie aurait également eu une liaison avec lui. Selfridge a prodigué de très coûteux cadeaux à Jenny et a encouragé la pratique des jeux de hasard des deux sœurs. Les sœurs Dolly auraient perdu environ 4 millions de dollars de l'argent de Selfridge. Alors qu'elle était encore impliquée avec Selfridge, Jenny Dolly a commencé à fréquenter le pilote français Max Constant. En 1933, Selfridge offrit à Jenny 10 millions de dollars pour l’épouser.